# 23-тя добровольча танково-гренадерська дивізія СС «Недерланд» (1-ша голландська)
 23-та добровольча танково-гренадерська дивізія СС «Недерланд» (нім. 23. SS-Freiwilligen-Panzergrenadier-Division „Nederland“ (niederländische Nr. 1) — голландська добровольча танково-гренадерська дивізія у складі військ Ваффен-СС, що брала участь у бойових діях на Східному фронті під час Другої світової війни.
Дивізія формувалася в січні-лютому 1945 року з 4-ї добровольчої моторизованої бригади СС «Недерланд», особовий склад якої набирався за рахунок добровольців з числа голландських колабораціоністів. До цього бригада виконувала каральні функції в Югославії, а з січня 1944 року воювала під Нарвою, де була майже знищена. У грудні залишки бригади були доставлені з Курляндського «мішка» морем до північної Німеччини, де з січня 1945 року вона розпочала процес розгортання в дивізію. У березні-квітні дивізія (5200 осіб, власне — посилений полк) воювала в Померанії: Штаргард, Штеттін. Потім дивізія була перекинута до Берліна і наприкінці квітня була майже повністю знищена та капітулювала американським військам у районі Тангермюнде.

## Історія з'єднання
23-тя добровольча танково-гренадерська дивізія СС «Недерланд» сформована 10 лютого року шляхом перейменування 4-ї добровольчої танко-гренадерської бригади СС «Недерланд» (нім. 4. SS-Freiwilligen-Panzergrenadier-Brigade „Nederland“, що існувала у військах СС з жовтня 1943 року, яка своєю чергою була правонаступником Добровольчого легіону СС «Недерланд» (нім. SS-Freiwilligen-Legion Niederlande). Наприкінці 1944 року бригада перебувала у складі III Германського танкового корпусу СС армійської групи «Нарва» і вела бої під Ленінградом на Нарвському фронті. В цих боях бригада зазнала важких втрат і була частково знищена. Однак у процесі переформування бригада не була збільшена до чисельності дивізії. Дивізія також складалася лише з батальйону голландських добровольців, решта складалася з інших формувань. З'єднання на могло набути повної оперативної спроможності, через те, що значна частка її підрозділів та частин перебувала на різних напрямах фронту.
До січня 1945 року бригада перебувала в Курляндському «мішку», звідки більшість з'єднання було переправлено морем до Німеччини.
10 лютого 1945 року в районі між Штеттіном і Голльновим 4-ту бригаду СС було офіційно переформовано в 23-ту добровольчу моторизовану дивізію СС «Недерланд». Після евакуації з Курляндії бригаду, яка майже не отримала поповнення, було переформовано в «паперову» дивізію загальною чисельністю трохи більше 1 000 осіб. Їй було надано вакантний після розформування дивізії СС «Кама» порядковий номер 23.
48-й добровольчий панцергренадерський полк СС «Генерал Зейффардт» був розгорнутий як перший підрозділ дивізії. Полк був приписаний до танкового корпусу СС і потрапив у оточення 1 лютого 1945 року під час оборони Шнурмюля. 14 лютого 1945 року залишки полку прорвались до німецьких оборонних позицій. Тут полк був приписаний до бойової групи «Аксе» при штабі 15-ї гренадерської дивізії СС і дислокувався в районі Бельгарда. Потрапивши в нове оточення, бойова група, що залишилася від полку, 11 березня 1945 року у складі корпусної групи «Теттау» прорвалася на плацдарм Дівенов. 19 березня 1945 року полк для переформування передислокували в район Гайдерсдорфа, приблизно за 5 км на північний захід від Шведта.
Решта дивізії підпорядковувалася III Германському танковому корпусу СС. На заміну 48-му добровольчому панцергренадерському полку СС до дивізії було додано панцергренадерський полк СС «Клоц», сформований з особового складу панцергренадерської школи СС у Кіншлагу. Частка голландців у дивізії тепер становила менше 10 %, решта були етнічними німцями або колишніми членами Крігсмаріне. 16 лютого 1945 року дивізія брала участь у «Поморському наступі» з метою відвоювання міста Рец. Поки наступ не вдалося швидко припинити, дивізія вела важкі бої в районі Реца. Після початку радянського наступу в Померанії 1 березня дивізія повинна була до 7 березня 1945 року відійти в район Голльнова (25 км на північний захід від Штеттіна). Після важких боїв за цей плацдарм його довелося покинути, а рештки дивізії, тепер уже лише полкової групи, зосередилися в районі Штеттіна. Втрати дивізії в березні становили 13 загиблих офіцерів і 249 рядових, 38 поранених офіцерів і 932 рядових, 6 офіцерів і 776 рядових зниклих безвісти. Залишки дивізії були передислоковані в район Гарца і підпорядковані 547-ій народно-гренадерській дивізії. Танково-гренадерський полк СС «Клоц» також був розформований і розподілений між частинами дивізії, що залишилися.
18 квітня 1945 року залишки дивізії нарешті вийшла до XI армійського корпусу СС. Вела бої в районі Марксдорф — Фалькенхаген і відступала в напрямку Кенігс-Вустергаузен — Міттенвальде. Тоді дивізія опинилася в оточенні в Гальбській кишені і була майже повністю знищена тут. Залишки дивізії та їх командир здалися військам США в Тангермюнде.

## Райони бойових дій
- Німеччина (лютий — травень 1945).

## Командування

### Командири дивізії
- СС-бригадефюрер та генерал-майор Ваффен-СС Юрґен Вагнер (10 лютого — 1 травня 1945)

### Підпорядкованість
| Час      | Корпус    | Армія | Група армій (округ) | Штаб      |
| -------- | --------- | ----- | ------------------- | --------- |
| 1945     |           |       |                     |           |
| лютий    | III тк СС | 11 А  | Група армій «Вісла» | Померанія |
| березень | III тк СС | 3 ТА  | Група армій «Вісла» | Померанія |
| квітень  | XI ак СС  | 9 А   | Група армій «Вісла» | Померанія |

## Склад дивізії
- 48-й панцергренадерський полк СС «Генерал Зейффардт»
- 49-й панцергренадерський полк СС «де Рюйтер»
- 23-й артилерійський полк СС
- 23-й протитанковий батальйон СС
- 23-й зенітний дивізіон СС
- 23-й саперний батальйон СС
- 23-й батальйон зв'язку СС
- 23-й резервний батальйон СС
- 23-тя ремонтна рота СС
- 23-й санітарний батальйон СС

## НагородженіЛицарським хрестом Залізного хреста

### Лицарський хрест Залізного хреста (4)
- Йоганнес Гелльмерс — СС-оберштурмфюрер, командир 6-ї роти 49-го добровольчого моторизованого полку СС «Де Ройтер» (5 березня 1945)
- Клеменс Белер — СС-оберштурмфюрер, командир 3-ї батареї 54-го артилерійського полку СС (17 березня 1945)
- Лотар Гофер — СС-штурмбанфюрер і майор поліції, командир 3-го дивізіону, 54-го артилерійського полку СС (5 квітня 1945)
- Зігфрід Шайбе — СС-штурмбанфюрер, командир 48-го добровольчого моторизованого полку СС «Генерал Зайффардт» (9 травня 1945, посмертно)

### Лицарський хрест Залізного хреста з Дубовим листям (1)
- Ганс-Генріх Ломан — СС-оберштурмбанфюрер, командир 49-го панцергренадерського полку СС «де Рюйтер» (9 травня 1945)